# Pisco (stad)
Pisco is een stad in de gelijknamige provincie, in de Peruaanse regio Ica. De stad ligt op ongeveer 250 kilometer ten zuidoosten van Lima, op een hoogte van 8,5 meter boven zeeniveau. De stad heeft 105.000 inwoners (2015).
De stad ligt bij het schiereiland Paracas en de Islas Ballestas. Deze laatste worden ook wel de Peruaanse Galápagos (Galapagoseilanden) of de Galápagos van de armen genoemd, vanwege de uitbundige aanwezigheid van zeezoogdieren en zeevogels. Vlak bij de stad ligt Tambo colorado, een van de best bewaarde ruïnecomplexen van de kuststreek.
Pisco kwam tot bloei vanwege de nabijgelegen wijngaarden, en leende zijn naam aan de pisco, de nationale brandewijn van Peru. De stad was korte tijd hoofdstad van Peru, voordat de Spanjaarden besloten om die functie aan Lima te doen toekomen. Deze status had de stad te danken aan zijn toegangswegen tot de Andes.
Een zware aardbeving met een weinig voorkomende kracht van 7,9 op de schaal van Richter richtte op 15 augustus 2007 aanzienlijke schade aan in de stad en had honderden doden en duizenden gewonden tot gevolg.

## Bestuurlijke indeling
Deze stad (ciudad) bestaat uit vier districten:
- Pisco (hoofdplaats van de provincie)
- San Andrés
- San Clemente
- Tupac Amaru Inca

Arequipa · Ayacucho · Cajamarca · Chiclayo · Chimbote · Chincha Alta · Cuzco · Huancayo · Huánuco · Huaraz · Ica · Iquitos · Juliaca · Lima · Pisco · Piura · Pucallpa · Puno · Sullana · Tacna · Tarapoto · Trujillo · Tumbes